# Magneziohornblende
A magneziohornblende a ferrohornblendével együtt a Hornblende-családba tartozó, bonyolult kémiai helyettesítésekkel jellemezhető kalcium-amfibol ásvány. Évtizedek óta intenzíven folyik a kutatásuk. Az amifbolok sokban hasonlítanak a piroxénekhez, de az eltérő kristályszerkezet miatt a jellemző hasadási irányaik által bezárt szög 124°, szemben a piroxének 87°-os szögű hasadásával.

## Előfordulása
Magmás és metamorf kőzetekben általánosan elterjedt. Hazánkban szinte minden magmás kőzettípusban megjelenik mikroszkopikus mm-es méretben. Bazalttufában 2–4 mm-es zömök kristályok, kristálytöredékek (Kapolcs, Balatonboglár, Bárna).
A Börzsöny andezitjében 1–2 cm-es fenokristályok (Kemence, Diósjenő.)
Szarvaskőn, a gabbróban benn-nőve 5–8 cm-es oszlopok, sugaras halmazok.